# Seqüència binària pseudo-aleatòria
Una seqüència binària pseudo-aleatòria (PRBS), codi binari pseudo-aleatori o flux de bits pseudo-aleatori és una seqüència binària que, tot i que es genera amb un algorisme determinista, és difícil de predir i presenta un comportament estadístic similar a una seqüència realment aleatòria. Els generadors PRBS s'utilitzen en telecomunicacions, com en la conversió d'analògic a informació, però també en xifrat, simulació, tècnica de correlació i espectroscòpia de temps de vol. L'exemple més comú és la seqüència de longitud màxima generada per un registre de desplaçament de retroalimentació lineal (màxim) (LFSR). Altres exemples són les seqüències d'or (utilitzades a CDMA i GPS), seqüències Kasami i seqüències JPL, totes basades en LFSR.
En telecomunicacions, les seqüències binàries pseudoaleatòries es coneixen com a codis de soroll pseudo-aleatori (codis PN o PRN ) a causa de la seva aplicació com a soroll pseudoaleatori.

## Detalls
Una seqüència binària (BS) és una seqüència {\displaystyle a_{0},\ldots ,a_{N-1}} de {\displaystyle N} bits, és a dir
{\displaystyle a_{j}\in \{0,1\}} per {\displaystyle j=0,1,...,N-1} .
Una BS consta de {\displaystyle m=\sum a_{j}} uns i {\displaystyle N-m} zeros.
Una BS és una seqüència binària pseudo-aleatòria (PRBS) si la seva funció d'autocorrelació, donada per
{\displaystyle C(v)=\sum _{j=0}^{N-1}a_{j}a_{j+v}}
només té dos valors:
{\displaystyle C(v)={\begin{cases}m,{\mbox{ si }}v\equiv 0\;\;({\mbox{mod}}N)\\\\mc,{\mbox{ altres }}\end{cases}}}
on
{\displaystyle c={\frac {m-1}{N-1}}}
s'anomena cicle de treball del PRBS, similar al cicle de treball d'un senyal de temps continu. Per a una seqüència de longitud màxima, on {\displaystyle N=2^{k}-1}, el cicle de treball és 1/2.
Un PRBS és "pseudoratzar", perquè, tot i que de fet és determinista, sembla ser aleatori en el sentit que el valor d'un {\displaystyle a_{j}} element és independent dels valors de qualsevol dels altres elements, semblant a les seqüències aleatòries reals.
Un PRBS es pot estirar fins a l'infinit repetint-lo després {\displaystyle N} elements, però llavors serà cíclic i, per tant, no aleatori. En canvi, les fonts de seqüències realment aleatòries, com ara les seqüències generades per desintegració radioactiva o per soroll blanc, són infinites (sense final o període de cicle predeterminat). No obstant això, com a resultat d'aquesta predictibilitat, els senyals PRBS es poden utilitzar com a patrons reproduïbles (per exemple, senyals utilitzats per provar camins de senyal de telecomunicacions).

## Implementació pràctica
Es poden generar seqüències binàries pseudo-aleatòries mitjançant registres de desplaçament de retroalimentació lineal.
Alguns polinomis mònics comuns que generen seqüències són
PRBS7 = {\displaystyle x^{7}+x^{6}+1}
PRBS9 = {\displaystyle x^{9}+x^{5}+1}
PRBS11 = {\displaystyle x^{11}+x^{9}+1}